# یخ‌برها
یخ‌بُرها (به انگلیسی: The Ice Cutters) یک نقاشی اثر ژولیان آلدن ویر و بخشی از مجموعه موزه هنر پورتلند در پورتلند، اورگن است.